# Koós Gyula
Koós Gyula (Jules Koos) (Budapest, 1923. december 1. – Budapest, 2005. szeptember 28.) magyar fényképészmester, fotóművész, egyházi fotós, fotóriporter.

## Életpályája
A magyarországi egyházi események beavatott és figyelmes fotósa volt közel 60 évig.
A budapesti Szent István-bazilika hivatalos fényképésze volt 54 éven át. Hamvai éppen ezért a Bazilika altemplomában kerültek elhelyezésre.
Nagyon sok (több ezer) esküvő fényképezéséhez hívták, és fotózott minden vallás, egyház szertartásain, valamint Budapest valamennyi házasságkötő termében.
Jellegzetesek az autónál, az autóval készült esküvői felvételei. Kifejlesztett egy technikát, amivel az autóban, a hátsó ülésen ülő és hátratekintő ifjú párt fényképezte.
A római Magyar Kápolna felszentelésén is ő volt a hivatalos fényképész.
Több kiállítása volt a Bazilikában. Képei sok könyvben, újságban, folyóiratban jelentek meg.
1970-ig együtt dolgozott Lerner Jánossal, Budapest másik nagy fényképészmesterével. Utána saját üzletet és laboratóriumot nyitott a Nagymező utcában, Koós Fotó néven.

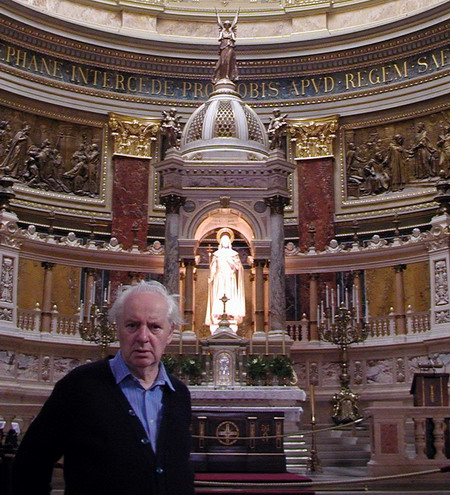
A Szent István-bazilikában

Azt a sok-sok ezer filmet, amit csak elkészített, gondosan leltárba szedve tárolta, hogy azok bármikor, akár napjainkban is visszakereshetők legyenek.
Az egyházi fotókon kívül készített riportképeket a Cirkuszban, a Kamara Varietében, a Szent Jobbról, körmenetekről, papszentelésekről, elsőáldozásokról, bérmálásokról.
Néhány híresebb személy, akiket fényképezett: Göncz Árpád, Koós János, Kovács Kati, Zalatnay Sarolta, Pécsi Sándor, Hofi Géza, Latinovits Zoltán, Ruttkai Éva, Szendrő József, Lékai László bíboros, valamint II. János Pál pápát mind a Vatikánban, mind budapesti látogatásakor.
Továbbá az általa készített portréképek láthatóak az 1990-ben kiadott Csodák között élünk – Művészek vallomásai Istenről, hitről, önmagukról című kötetben és köteten az alábbi személyekről: Czigány György, Nemeskürty István, Szeghalmi Elemér, Dümmerth Dezső, Lukács Sándor, Tóth Sándor, Gergely Ferenc, Balássy László, Jókai Anna, Simándy József, Bőzsöny Ferenc, Lukács Margit, Dékány Endre, P. Horváth László, Raksányi Gellért, Venczel Vera, Császár Angela, Vermes Mária, Karizs Béla, Mohácsi Regős Ferenc, Zsirai Szabó Zoltán.